# Solling
Solling este o arie protejată (arie de protecție specială avifaunistică — SPA) din Germania întinsă pe o suprafață de 4.060 ha, integral pe uscat.

## Localizare
Centrul sitului Solling este situat la coordonatele 51°43′01″N 9°40′42″E / 51.7169°N 9.6783°E.

## Înființare
Situl Solling a fost declarat arie de protecție specială avifaunistică în iunie 2001 pentru a proteja 11 specii de animale.

## Biodiversitate
Situată în ecoregiunea continentală, aria protejată nu include niciun habitat protejat.
La baza desemnării sitului se află mai multe specii protejate de  păsări (11): minunița (Aegolius funereus), buha (Bubo bubo), barză neagră (Ciconia nigra), ciocănitoarea de stejar (Dendrocopos medius), ciocănitoare neagră (Dryocopus martius), ciuvică (Glaucidium passerinum), sfrâncioc mare (Lanius excubitor excubitor), gaia neagră (Milvus migrans), gaia roșie (Milvus milvus), ciocănitoare verzuie (Picus canus), sitar de pădure (Scolopax rusticola).